# Vražda ve vlaku
Vražda ve vlaku (v originále Le crime est notre affaire) je francouzský hraný film z roku 2008, který režíroval Pascal Thomas jako volnou adaptaci románu Vlak z Paddingtonu od Agathy Christie. Snímek měl světovou premiéru na festivalu frankofonních filmů v Namuru dne 2. října 2008.

## Děj
Je pátek 28. listopadu a Babette Boutiti, lovkyně motýlů, jede vlakem navštívit svou neteř Prudence Beresfordovou a jejího manžela Bélisaira.
Babette dřímá sama ve svém kupé. Probudí se, když kolem ní pomalu projíždí vlak na sousední koleji. Oknem zahlédne v kupé ženu v červených rukavicích, kterou škrtí muž. Vyjde na chodbu a vypráví, co viděla, velmi skeptickému průvodčímu. Po příjezdu Babette všechno vypráví Prudence, která jí uvěří a rozhodne se věc vyšetřit, zatímco Bélisaire ji nebere vážně. Nebylo nalezeno žádné tělo a nebylo hlášeno žádné zmizení. Babette odjíždí do Guyany. Bélisaire odjíždí na schůzi Přátel oválného bodláku do Glasgow.
Prudence se rozhodne záhadu rozluštit. Zjistí, že místo, kde bylo tělo pravděpodobně vyhozeno z vlaku, se nachází na pozemku patřícího rodině Charpentierů. Nechá se u nich zaměstnat jako kuchařka a vydává se za vdovu.

## Obsazení
| Catherine Frot          | Prudence Beresford                                |
| André Dussollier        | plukovník Bélisaire Beresford                     |
| Claude Rich             | Roderick Charpentier                              |
| Annie Cordy             | Babette Boutiti, teta Prudence                    |
| Chiara Mastroianniová   | Emma Charpentier, Roderickova dcera               |
| Melvil Poupaud          | Frédéric Charpentier, Roderickův mladší syn       |
| Christian Vadim         | Augustin Charpentier, Roderickův starší syn       |
| Hippolyte Girardot      | doktor François Lagarde, milenec Emmy             |
| Yves Afonso             | inspektor Blache                                  |
| Alexie Ribes            | Alexie Charpentier, dcera Frédérica Charpentiera  |
| Valériane de Villeneuve | paní Clairin, posluhovačka Rodericka Charpentiera |
| Laura Benson            | Margaret Brown                                    |
| Audrey Hamm             | tanečnice                                         |
| Héloïse Wagner          | tanečnice                                         |
| Kym Thiriot             | Valérie Valois, přítelkyně Alexie                 |

## Ocenění
- Cena Jacquese Deraye